# Джастин, Джобби
Джобби Джастин (англ. Jobby Justin, малаял. ജോബി ജസ്റ്റിൻ; 10 ноября 1993, Тривандрам, Керала) — индийский футболист, нападающий клуба «Гокулам Керала» и бывший игрок сборной Индии.

## Биография

### Клубная карьера
Профессиональную карьеру начал в сезоне 2017/18 в составе клуба «Ист Бенгал». В своём дебютном сезоне провёл 9 матчей и забил 2 гола в матчах Ай-лиги. В сезоне 2018/19 провёл за команду 17 матчей и забил 9 голов.
Летом 2019 года подписал контракт с клубом Индийской суперлиги АТК. В регулярном сезоне клуб занял второе место, но по итогам плей-офф стал чемпионом Суперлиги, победив в финале «Ченнайин».

### Карьера в сборной
Дебютировал за сборную Индии в июле 2019 года, сыграв в трёх товарищеских матчах против сборных Таджикистана, КНДР и Сирии.

## Достижения
Клубные
 АТК
- Обладатель Суперлиги: 2019/20

## Статистика
По состоянию на 26 января 2020
| Клуб       | Сезон   | Национальный чемпионат | Национальный чемпионат | Национальный чемпионат | Чемпионат штата | Чемпионат штата | Суперкубок | Суперкубок | Международные турниры | Международные турниры | Итого | Итого |
| Клуб       | Сезон   | Лига                   | Матчи                  | Голы                   | Матчи           | Голы            | Матчи      | Голы       | Матчи                 | Голы                  | Матчи | Голы  |
| ---------- | ------- | ---------------------- | ---------------------- | ---------------------- | --------------- | --------------- | ---------- | ---------- | --------------------- | --------------------- | ----- | ----- |
| Ист Бенгал | 2017/18 | I-League               | 9                      | 2                      | 4               | 1               | 2          | 0          | 0                     | 0                     | 15    | 3     |
| Ист Бенгал | 2018/19 | I-League               | 17                     | 9                      | 9               | 4               | 0          | 0          | 0                     | 0                     | 26    | 13    |
| Ист Бенгал | Итого   | Итого                  | 26                     | 11                     | 13              | 5               | 2          | 0          | 0                     | 0                     | 41    | 16    |
| АТК        | 2019/20 | Индийская суперлига    | 10                     | 1                      |                 |                 |            | 0          | 0                     | 0                     | 9     | 1     |
| Всего      | Всего   | Всего                  | 36                     | 12                     | 13              | 5               | 2          | 0          | 0                     | 0                     | 50    | 17    |